# Acanthomunna hystrix
Acanthomunna hystrix är en kräftdjursart som först beskrevs av Hansen 1916.  Acanthomunna hystrix ingår i släktet Acanthomunna och familjen Dendrotionidae. Inga underarter finns listade i Catalogue of Life.